# Туризм у Нікарагуа
Нікарагуа — тропічний рай з густими джунглями, чарівними водоспадами та грізними вулканами. У містах цієї країни дбайливо зберігають культуру та традиції постколоніального суспільства Центральної Америки. Про це говорять численні музеї, собори та монастирі. Але головне багатство країни — її природа. Екзотична фауна та казкові заходи нікого не залишать байдужим.
Республіка Нікарагуа — найбільша країна Центральної Америки. Вона омивається Тихим океаном на заході та Карибським морем — на сході. Північний сусід країни — Гондурас, а Коста—Рика — сусідка на півдні. Більшу частину території займає Нікарагуанське нагір'я. На сході, біля Карибського узбережжя, ландшафт характеризується низовинами, джунглями та мангровими лісами. На півдні країни, вздовж сухопутного кордону, теж низовини, а на заході — вулканічна зона, яка через родючість ґрунтів та сухішого клімату, заселена найбільше. Нікарагуа — унітарна республіка з 1986 року. Вона ділиться на 15 департаментів та 2 автономні регіони.

## Найвідвідуваніші місця

### Манагуа
Манагуа — столиця країни, де розміщені туристичні визначні пам'ятки. Перш за все це Старий і новий собори, будівля Парламенту, Національний палац і Національний театр Рубена Даріо. Заповідник Тискапа, Національний дендрарій та порт Сальвадора Альєнде. Декілька років тому тут відкрився музей Хуана Павла II. На ринку міста можна торгуватися та купити свіжі продукти, металеві та дерев'яні вироби, прикраси. За 20 кілометрів на південний схід від Манагуа, знаходиться вулкан Масая (на території однойменного Національного парку). Він давно не вивергався, але регулярно бувають викиди вулканічних газів. Виглядає кратер переконливо, а з оглядового майданчика відкривається гарний вигляд.

### Гранада
Гранада — місто, яке вважається найбільш туристичним у країні. На відміну від столиці, тут будинки мають більш «європейський вигляд», та й ціни тут вищі. У місті є прісне озеро, яким можна поплавати на човні, а ось купатися в ньому не варто — вода не дуже чиста. Тут можна замовити екскурсію у місцевій агенції, але простіше оглянути все самостійно. Головні визначні пам'ятки Гранади: церква Ла Мерсед, з вежі якої видно все місто, музей шоколаду, парк Сентраль Де Гранада.

### Леон
Леон — колишня столиця і друге за величиною місто Нікарагуа, до того ж у ньому безліч старовинних церков та іспанських особняків. На центральній площі знаходиться Кафедральний собор Леона (охороняється ЮНЕСКО з 2011 року). Музей революції та Університет — часто відвідувані туристами об'єкти. У західній частині міста є стара фортеця El fortune, яка тривалий час виконувала функції в'язниці. Любителі графіті та муралів оцінять мистецтво місцевих художників, які зобразили на стінах міста, у фарбах, епоху громадянської війни. Леон знаходиться в одному з найспекотніших регіонів країни, а гарні пляжі всього за півгодини їзди від нього. Як і в будь—якому місті Нікарагуа, тут є красиві храми: Церква де Гуадалупе та церква Ксалтьєва. З музеїв слід відвідати Музей шоколаду, культурний центр монастиря Святого Франциска, будинок—музей Марії Ромеро та залізничну станцію (раніше залізничне сполучення було головним транспортом країни). За десять кілометрів від міста знаходиться вулкан Момбачо, але піднятися доведеться на висоту 1200 метрів пішки або на вантажівці. На верхівці прохолодно, але вигляд того вартий.

### Естелі
Серйозно відрізняється від інших міст країни Естелі. Він знаходиться на півночі країни, за 150 кілометрів від Манагуа, приблизно за 2—3 години їзди автобусом. Доїхати сюди можна також із Леона. Клімат тут прохолодніший, ніж загалом по країні, а місцеві жителі за кольором шкіри та волоссям більше схожі на європейців. Ціни на житло тут вищі, ніж в інших містах, тому є сенс пошукати його наперед. Проводяться екскурсії до заповідника Тісей Естансуела та на фабрику тютюну. У першому інтерес викликають водоспад Естансуела і ферма Ла Гарнача, на якій роблять сир. На фабриці, кожен може подивитися весь процес обробки тютюну та створення сигар. У місті є кілька музеїв, вартих уваги: Музей колишніх борців 18 травня та Музей історії та археології. Вони невеликі, тому тут точно кожен встигне подивитися ще Собор Богоматері і погуляти Центральним парком. За кілька десятків кілометрів від міста є заповідники Мірафлор, Ла Патасте та екологічний парк Кантагалло. Добиратися до них найкраще машиною.

## Пам'ятки Нікарагуа
Пам'ятки Нікарагуа — це незабутньої краси вулкани, буйство фарб дикої природи, океани з найкрасивішими пляжами, заповідники і національні парки з маршрутами, про яких просто неможливо розповісти в одній статті. З усього цього різноманіття є певні місця, які варто побачити кожному.
- Порт Сальвадора Альєнде (Puerto de Salvador Allende)
- Історичний парк «Тискапа» (La Tiscapa)
- Діючий вулкан Масая (Volcán Masaya)
- Лагуна—де—Апойо (Laguna de Apoyo)
- Оглядовий майданчик в місті Катаріна (Mirador de Catarina)
- Вулкан Момбачо (Volcán Mombacho)
- Лас Іслетас (Las Isletas)
- «Сельва негра» (Selva Negra)

- Пляж Ла Флор (La Flor)
- Каньйон Сомото (Cañon de Somoto)

## Види туризму в Нікарагуа
У Нікарагуа існує кілька видів туризму, але найпопулярнішими є культурний туризм і пригодницький туризм. Згідно з дослідженнями, культурний туризм становить 40 відсотків, а пригодницький туризм — 41 відсоток. Решта відвідувачів Нікарагуа займаються іншим видом туризму, який розподіляється на 19 відсотків.

### Діловий туризм
Ділові туристи відвідують Нікарагуа під час проведення національних або міжнародних семінарів, конгресів і конференцій. Зазвичай це відбувається в готелях, які можуть вмістити до 300 осіб.

### Повільний туризм
Повільна подорож стосується відвідувачів, які замість того, щоб слідувати загальному порядку, де пріоритет надається відвідуванню найпопулярніших туристичних місць Нікарагуа, подорожують у віддалені місця з меншою кількістю населення та більшим контактом з природою.
Повільна подорож ідеальна в Нікарагуа, тому що в країні можна знайти:
- Природні заповідники, які рідко відвідують через їх важкий доступ,
- Незаймані пляжі, які не так добре відомі навіть самим нікарагуанцям,
- Сільські громади з невеликим структурним розвитком
- Міста або муніципалітети із середнім економічним розвитком і прилеглими природними пам’ятками

Повільний туризм прагне повністю відірватися від бурхливого життя та технологій, тому Нікарагуа є ідеальним місцем для такого типу туризму.

### Пригодницький туризм
Цей вид туризму в Нікарагуа призначений для любителів екстремальних емоцій і всіх, хто захоплюється екстремальними видами спорту.
У Нікарагуа цей вид туризму є одним із найпривабливіших, оскільки існує кілька місць, які можна розглядати в цій категорії. Нікарагуа має все: від ковзання вниз по схилах вулкана, кемпінгу в лагуні або серфінгу на одному з найкращих пляжів у світі.
Ось кілька прикладів пригодницького туризму, яким можна насолодитися в Нікарагуа:
- Вулкани Ескалар уно де лос Нікарагуа
- Катання по схилах Серро—Негро (сендбординг)
- Introducirte en el quebradizo Cañón de Somoto
- Серфінг на найкращих пляжах Пуерто Сандіно , Попойо , Колорадо , Мадерас , Асеррадорес і Сан—Дієго )
- Екскурсія Canopy на вулкані Момбачо
- Відвідування воріт пекла на вулкані Масая
- Кемпінг в лагуні Ель—Тігре
- Каякінг на острівцях Гранада, Ометепе або на річці Сан—Хуан.
- Велосипедні прогулянки в Ель—Серро—Ареналь, Матагальпа та Ель—Крусеро, Манагуа.

### Паранормальний туризм
Це вид туризму, який пов’язаний з надприродними явищами, в яких поєднуються мальовничі та психічні елементи, які не мають наукового чи логічного пояснення. Цей вид туризму базується на дивних фактах, породженнях легенд або місцевих забобонів Нікарагуа, які приваблюють туристів з усього світу.
Цей тип туризму в Нікарагуа також є формою чорного туризму, який зосереджується на висвітленні трагедій, смертей і насильства.
Нікарагуа має великий потенціал з точки зору паранормальних явищ, це одні з найжахливіших місць у цій країні:
- Знаменита в'язниця "La 21", Леон, сьогодні відома як Музей міфів і легенд. Від енергетики цього місця аж волосся аж дибки.
- Фортеця Ель—Койотепе, Масая.
- Руїни Леон—В'єхо.
- Пагорб Ель—Дуенде, Нова Сеговія
- Тіскапа Хілл, Манагуа
- Схил Кукамонга
- Кладовище Сан—Педро, Манагуа
- Лікарня Сан—Хуан—де—Діос, Гранада
- Ла Кінта Анжеліка, Ель Крусеро
- Ель Енканто, Чарко Верде, Ометепе. Тут живе легенда про Чіко Ларго
- Національний театр Рубена Даріо, Манагуа
- Проклята хата Наума Браво .
- Старий собор Манагуа
- Будинок президента

### Пляжний туризм
Це, мабуть, найвідоміший і найдавніший вид туризму в Нікарагуа. Люди користуються гарною погодою, щоб відійти від міст і насолодитися басейнами, пляжами, сонцем, піском і красою країни. .
У Нікарагуа є понад 90 пляжів усіх типів, якими можна насолоджуватися поодинці, з друзями чи родиною. З надзвичайно віддалених місць, таких як пляж Лос—Фараллонес або Ель—Папаял у Чинандезі, а також на більш багатолюдних пляжах, таких як Ла—Бокіта, Похоміл або Понелоя.

### Природний туризм
Природні ресурси Нікарагуа роблять цей вид туризму незамінним. Багатьох людей приваблює природа країни, знайомлячись з її закутками, неповторними краєвидами та явищами, від яких ніхто не залишиться не здивованим.
У Нікарагуа можна знайти:
- водоспади
- болота
- вулкани
- пагорби
- рифи
- ліси
- джунглі
- скелі

### Паломницький туризм
Релігійний туризм має велике значення в країні, оскільки багато парафіян з року в рік подорожують у різні місця, щоб висловити свою віру.
Серед найважливіших місць або подій на релігійному рівні слід виділити такі:
- Святкування Великоднього тижня в Нікарагуа,
- Свята покровителів муніципалітетів,
- La gritería або La Purísima,
- Відвідування святилища Virgen de la Piedra, Dipilto,
- Відвідування святилища Virgen de Cuapa, Chontales,
- Лавада—де—ла—Плата, Ель—В'єхо,
- Ель Сеньйор де лос Мілагрос, Сьюдад Антигуа, Нова Сеговія,
- Маршрут паломницьких візків до святилища Попоюапа в Рівасі,
- Килими пристрасті в місті Леон,
- Ель—Байле—де—Неграс,
- Santuario Nacional Jesús del Rescate,
- Падре Одоріко, Сан—Рафаель—дель—Норте,
- Сор Марія Ромеро, Гранада,
- Національний заповідник Сеньйор де лос Мілагрос де Ескіпулас.

## Відпочинок з дітьми
З дітьми в Нікарагуа відпочивати важко. У першу чергу це стосується дороги. Переліт більше 20 годин насилу переносять навіть дорослі, а що вже казати про дітей.
До того ж, в Нікарагуа неможливо довго перебувати на одному місці, тому що хочеться подивитися по максимуму, раз вже подолано стільки кілометрів.
Якщо приїхати сюди з дитиною, то варто задуматися про більш або менш тривалому перебуванні в кожному з міст, або планувати свій маршрут так, щоб відстані від місця проживання до пам'яток були невеликі. Це, звичайно, стосується переміщень громадським транспортом. В іншому випадку варто орендувати машину.
Також, не при всіх готелях є ресторани і кафе, а до найближчих місць, де можна поїсти, доведеться йти довго пішки або їхати на таксі.
Якщо відпустка на узбережжі Тихого океану, слід розуміти, що в місцевих готелях пропонують лише сніданок. Але є пара готелів, що працюють по системі все включено: Montelimar, Vistamar. На них і варто звернути увагу при плануванні подорожі з дитиною.